# Шляху, Самсон Гершович
Самсон Шляху (настоящее имя Самсон (Шимшн) Гершович Шлейзер, рум. Samson Şleahu; 20 июля 1915, Калараш, Оргеевский уезд, Бессарабская губерния — 27 марта 1993, Кишинёв) — молдавский советский писатель и сценарист.

## Биография
Родился в 1915 году в бессарабском местечке Калараш (теперь райцентр Каларашского района Молдовы). Учился в художественной школе искусств и ремёсел в Бухаресте. В годы Великой Отечественной войны — в действующей армии; после демобилизации поселился в Кишинёве.
Печататься начал в 1946 году, одновременно работая на стройке. Первый сборник рассказов «Строители» вышел в 1950 году. Большинство романов Шляху посвящены фронтовой теме: «Товарищ Ваня» (1955), «После войны» (1957), «Необстрелянные» (1968), «Надёжный человек» (1970). В романе «Нижняя окраина» (1963) действие происходит в Бессарабии 1930-х годов. Проза Шляху переводилась на венгерский язык, выходила в Румынии и в многочисленных переводах на русский язык.
По повести «Солдат идёт за плугом» на киностудии Молдова-филм в 1972 году был поставлен художественный фильм «Последний форт». Автор сценария художественной ленты «При попытке к бегству» (1965, совместно с К. Кондрей). Переводил на молдавский язык (Л. Т. Космодемьянская «Повесть о Зое и Шуре», 1953).
С 1957 года был членом редколлегии литературного журнала «Днестр». В 1968 году Самсон Шляху стал лауреатом Премии комсомола Молдавии имени Бориса Главана за книгу «Товарэшул Ваня» («Товарищ Ваня»).

## На молдавском языке
- Ziditorii, 1950.[5]
- Licurici. Кишинёв: Госиздат Молдавии, 1955.
- Tovarăşul Vanea, 1956.
- După război. Кишинёв: Шкоала советикэ, 1957.
- Oameni trecuţi prin foc, 1960.
- Cel Ion cu ghinion. Кишинёв: Картя молдовеняскэ, 1961.
- Mahalaua de jos, 1963.
- Luminează, soare! (с Петру Заднипру). Кишинёв: Картя молдовеняскэ, 1964.
- Dragoste târzie. Кишинёв: Картя молдовеняскэ, 1966.
- Hăul, 1968.
- Şi luna era ca o gură detun…, 1970.
- Camertonul pierdut. Кишинёв: Лумина, 1972.
- Omul de încredere, 1974.
- După război. Mahalaua de Jos: Roman. Кишинёв: Картя молдовеняскэ, 1975.
- Din carnetele scriitorului, 1977.
- Scrieri, I—II, prefaţă de H. Corbu, 1979.
- Omul de încredere: Roman. Povestiri. Кишинёв: Литература артистикэ, 1980.

## Книги в переводе на русский язык
- Товарищ Ваня (повесть). Кишинёв: Шкоала советикэ, 1953. — 194 с.
- Товарищ Ваня (повесть). Москва—Ленинград: Детгиз, 1953. — 192 с.
- Товарищ Ваня (повесть). Москва: Детгиз, 1955. — 192 с.
- Солдат идет за плугом (роман). Пер. Е. Златовой и М. Фридмана. Кишинёв: Картя молдовеняскэ, 1959. — 182 с.
- Случай в степи. Кишинёв: Картя молдовеняскэ, 1959. — 35 с.
- Солдат идёт за плугом (роман «Товарищ Ваня», повести). Москва: Воениздат, 1960. — 356 с.
- Такими я их видел. Кишинёв: Картя молдовеняскэ, 1960. — 148 с.
- Товарищ Ваня (роман). Кишинёв: Картя молдовеняскэ, 1961. — 356 с.
- Рабочий день(очерки). Кишинев: Картя молдовеняскэ, 1961. — 100 с.
- Нижняя окраина (роман). Москва: Советский писатель, 1964.
- Такими я их видел (романы, рассказы). Кишинёв: Картя молдовеняскэ, 1966.
- Товарищ Ваня (повесть). Нижняя окраина (роман). Москва: Художественная литература, 1967. — 440 с.
- Рассказы. Кишинёв: Картя молдовеняскэ, 1969. — 88 с.
- 50 лет советского романа (сборник романов Анны Лупан, Василе Василаке и «Нижняя окраина» Самсона Шляху). Москва: Известия, 1969.
- Необстрелянные (повести и рассказы). Москва: Советский писатель, 1971. — 368 с.
- Надёжный человек (роман). Москва: Советский писатель, 1975. — 320 с.
- Солдат идёт за плугом (повести). Москва: Художественная литература, 1976. — 429 с.
- Товарищ Ваня (повесть). Кишинёв: Лумина, 1976. — 208 с.
- Надёжный человек (роман, рассказы). Кишинёв: Литература артистикэ, 1978. — 279 с.
- Луна как жерло пушки (роман и повести). Москва: Советский писатель, 1980. — 695 с.
- Луна как жерло пушки (повесть). Ереван: Советакан грох, 1984. — 191 с.
- Солдат идёт за плугом (роман, повести, рассказы). Кишинёв: Литература артистикэ, 1985. — 512 с.

## На других языках
- Tovarăşul Vanea (roman, на румынском языке). Editura Ţinereţului: Бухарест, 1955.
- Vízesés: Ana Lupan, Borisz Vlesztaru, Szamszon Sleahu (на венгерском языке). Európa Könyvkiadó: Будапешт, 1971.